# 仙台市交通局モハ30形電車
モハ30形（モハ30がた）は、かつて仙台市（仙台市電気水道局電車事業所、現：仙台市交通局）が運営していた路面電車・仙台市電で使用されていた電車である。

## 概要・運用
1926年11月25日に開通した仙台市電は、仙台市の市域拡大により路線網が拡大し続け、利用客も増加の一途を辿っていた。そこで、路面電車の需要増加に対応するために導入されたのが30形である。丸屋根を有する全長7,920 mmの2軸車で、台車には日本の路面電車車両で初めて回転部分全体にころ軸受が用いられた。車体は仙台市電の車両で初となる半鋼製となった一方、車内の座席配置は従来の木製車両と同様に全席ロングシートだった。製造当時の集電装置にはポールが用いられたが、1951年にビューゲルへの交換が実施された。
1934年に6両（31 - 36）、1935年に6両（37 - 42）が日本車輌製造東京支店で製造された。そのうち1935年製の6両は前面左側・前面窓上部にブレーキランプを兼ねた尾灯が設置されていたが、後に使用を休止し、1934年製の車両と同様に前面下部に尾灯が改めて設置された。またバンパーの形状も異なっていた。
以降は仙台市電の主力車両として各系統で使用されたが、老朽化の進行やボギー車の増備により1966年時点で大半の車両が廃車・もしくは休車状態となっていた。一部車両はそれ以降もラッシュ時用に在籍していたが、最終的に1968年までに全車両が廃車された。その後、31が市内の鉄道ファンの自宅に、39は仙台市内の善應寺境内に保存されたが双方とも後に解体され、残りの車両も廃止後の長町車庫や仙台市電保存館の保存車両に選ばれなかったため、2020年の時点で現存車両は存在しない。

## 参考資料
- 宮松丈夫『仙台市電』ネコ・パブリッシング〈RM LIBRARY 90〉、2007年2月1日。ISBN 978-4-7770-5193-9。
- 亀谷英輝「仙台市電の現況と当面の課題」『鉄道ファン』第6巻第5号、交友社、1966年5月1日、32-35頁。
- 柏木璋一「仙台市電ものがたり」『鉄道ファン』第16巻第7号、交友社、1976年7月1日、78-82頁。
- 宮松丈夫「仙台市電思い出アルバム」『鉄道ファン』第16巻第7号、交友社、1976年7月1日、83-86頁。